# Panicum pseudowoeltzkowii
Panicum pseudowoeltzkowii är en gräsart som beskrevs av Aimée Antoinette Camus. Panicum pseudowoeltzkowii ingår i släktet vipphirser, och familjen gräs. Inga underarter finns listade i Catalogue of Life.